# نهر بلوم (كاليدونيا الجديدة)
نهر بلوم هو نهر يقع في جنوب غرب كاليدونيا الجديدة. يصب في البحر إلى غرب قرية بلوم. إنه نهر قصير ، أطول بقليل من مجرى مائي. 